# سیارک ۵۱۷۴
سیارک ۵۱۷۴ (به انگلیسی: 5174 Okugi، نامگذاری:1988HF) پنج هزار و صد و هفتاد و چهارمین سیارک کشف شده‌است که در ۱۶ آوریل ۱۹۸۸ کشف شد.
قدر مطلق سیارک برابر ۱۳٫۲۰ است.